# Юные строители
Юные строители — советский журнал для детей 10—14 лет. Издавался с 1923 по 1925 год два раза в месяц.

## История

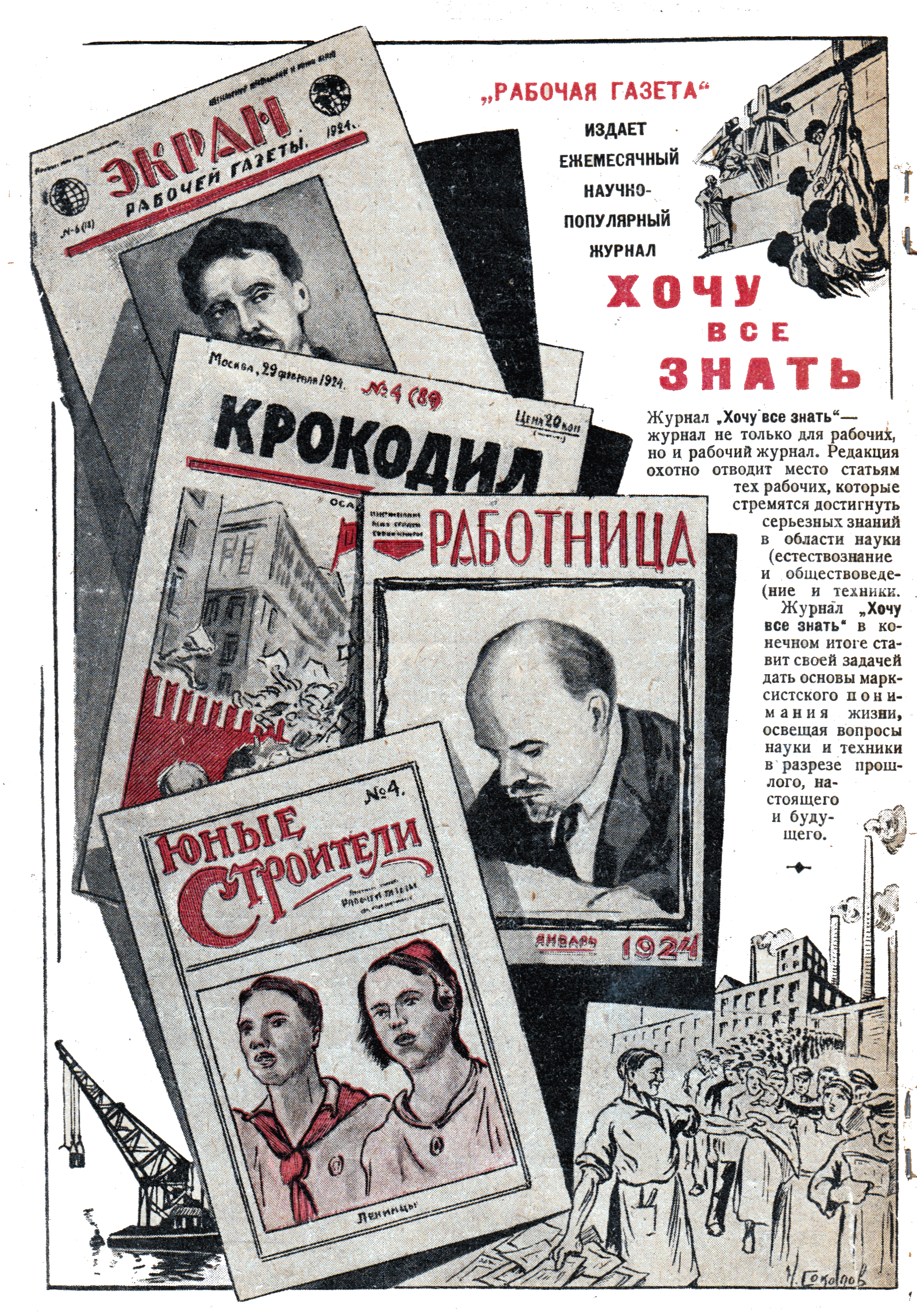
Приложения к «Рабочей газете», 1924

Изначально журнал издавался в Петрограде. С апреля 1923 года издание переместилось в Москву. Журнал издавался «Рабочей газетой» в качестве одного из своих многочисленных приложений. Значительная часть издания была посвящена вопросам пионерии. В 1924 году Центральное бюро юных пионеров ввело в редакцию журнала своих представителей.
Журнал был ориентирован для детей в возрасте с 10 до 14 лет. Журнал издавался при участии детских писателей — Маргариты Ямщиковой (псевдоним — Ал. Алтаев), Ольги Спандарян, Александра Пальмбаха, В. Д. Симонс, Я. Ф. Симонса.
Приложение выходило тиражом до 100 000 экземпляров при участии группы комсомольцев-педагогов и журналистов старшего поколения, а редактором была Ольга Спандарян. В журнале печатались произведения советских писателей, научно-популярные статьи, статьи о пионерском движении в стране. В журнале специально для малышей существовал отдел «Красные маки», на базе которого в 1924 году было решено создать журнал для малышей «Мурзилка», который был назван по имени щенка — героя рассказов детского писателя А. А. Фёдорова-Давыдова.